# ジョセフ・クイン
ジョセフ・クイン（Joseph Quinn, 1994年1月26日 - ）は、イギリスの俳優。
Netflixのシリーズ『ストレンジャー・シングス 未知の世界』第4シーズン（2022年）のエディ・マンソン役で知られている。
クインは、BBC Oneのシリーズ『Dickensian』（2016年）と『Howards End』（2017年）、Sky Atlanticのシリーズ『Catherine the Great』（2019年）への出演で注目を浴びた。また、同じくBBC Oneの『Les Misérables』（2018年）、『私立探偵ストライク』（2020年）でも脇役として出演している。2018年には、Screen International Star of Tomorrowに選出された。

## 生い立ち
クインはサウスロンドンで生まれ育った。演劇奨学金プログラムによる学校奨学金のおかげで、2007年から2012年までindependent schoolのEmanuelに通うことができた。その後、ロンドン音楽演劇アカデミー（LAMDA）の演劇学校に進学し、2015年に卒業した。

## 経歴
LAMDA卒業後、クインはBBC Oneのシリーズ『Dickensian』にメインキャストの一人として、Arthur Havisham役で出演した。2017年には4つのエピソードから構成される『Howards End』に若い銀行員のLeonard Bast役で出演し、ヘイリー・アトウェルの相手役を務めた。同年、短編映画の『KIN』にも出演し、HBOのシリーズ『ゲーム・オブ・スローンズ』のシーズン7のエピソードにスターク家の兵士であるKonerとして登場した。
クインは、演劇活動でも知られ、ロンドンのナショナル・シアターやオフ・ウェスト・エンドの舞台にも出演している。『Wish List』での演技で、2017年のManchester Theatre AwardsでBest actor in a Studio Production賞を受賞した。
2018年、クインはBBC One版の『Les Misérables』でアンジョルラスを演じ、『オーヴァーロード』で長編映画デビューを果たした。翌年、スリラー映画『Make Up』でMolly Windsorと共演し、有料チャンネルのSky Atlanticにおけるミニシリーズ『Catherine the Great』でパーヴェル皇子を演じた。さらに、BBCラジオ4で放送された『Middlemarch』では、Will Ladislawの声を担当した。2020年にはBBC Radio 4の『Middlemarch』の映画化でウィル・ラディスラフの声を担当した[12]。2020年にはBBC Oneのシリーズ『私立探偵ストライク』と、スティーブ・マックイーンのテレビアンソロジー『Small Axe』の中の一篇である『Mangrove』に出演している。
2022年、クインは『ストレンジャー・シングス 未知の世界』シーズン4のエディ・マンソン役で国際的に注目を浴びるようになった。彼は2019年にこの役にキャスティングされ、撮影自体は2021年に行われた。クインはこの役でサターン賞のBest Supporting Actor in a Streaming Series賞にノミネートされた。2022年8月にクインはCAAと契約した。
クインはビデオゲーム『ロード オブ ザ フォールン』リブート版の予告編でナレーションを担当した。2022年10月、Gris Diorの香水の公式アイコン（official face）になった。2022年のニューポートビーチ映画祭栄誉賞式典で、クインはバラエティ誌の「注目すべき俳優10人」のリストに載った。2022年11月にクインはイギリス版GQ誌のMen of the Year Honoureesの1人に選ばれた。

## フィルモグラフィ
※役名の太字表記は主演。

### 映画
| 年   | 題名                                                                     | 役名                                    | 備考               | 吹替 |
| ---- | ------------------------------------------------------------------------ | --------------------------------------- | ------------------ | ---- |
| 2015 | Instinct                                                                 | Dan                                     | 短編映画           | N/A  |
| 2017 | KIN                                                                      | Jamie                                   | 短編映画           | N/A  |
| 2018 | The Hoist                                                                | Hash                                    | 短編映画           | N/A  |
| 2018 | オーヴァーロード Overlord                                                | グルナウアー                            |                    | TBA  |
| 2019 | Make Up                                                                  | Tom                                     | [ 20 ]             | N/A  |
| 2023 | Hoard                                                                    | Michael                                 |                    | N/A  |
| 2024 | クワイエット・プレイス:DAY 1 A Quiet Place: Day One                      | エリック                                | 清水優譲           |      |
| 2024 | グラディエーターII 英雄を呼ぶ声 Gladiator 2                              | ゲタ                                    | 宮野真守           |      |
| 2025 | Warfare                                                                  | Sam                                     |                    |      |
| 2025 | ファンタスティック4:ファースト・ステップ The Fantastic Four: First Steps | ジョニー・ストーム / ヒューマン・トーチ | 林勇               |      |
| 2026 | アベンジャーズ/ドゥームズデイ Avengers: Doomsday                         | ジョニー・ストーム / ヒューマン・トーチ | 撮影中             | TBA  |
| 2028 | Untitled Beatles biopic's 1st film                                       | ジョージ・ハリスン                      | プリプロダクション | TBA  |
| 2028 | Untitled Beatles biopic's 2nd film                                       | ジョージ・ハリスン                      | プリプロダクション | TBA  |
| 2028 | Untitled Beatles biopic's 3rd film                                       | ジョージ・ハリスン                      | プリプロダクション | TBA  |
| 2028 | Untitled Beatles biopic's 4th film                                       | ジョージ・ハリスン                      | プリプロダクション | TBA  |

### テレビドラマ
| 年        | 題名                                                | 役名                   | 備考                       | 吹替           |
| --------- | --------------------------------------------------- | ---------------------- | -------------------------- | -------------- |
| 2011      | Postcode                                            | Tim                    | Episode 1                  | N/A            |
| 2015-2016 | ディケンジアン Dickensian                           | アーサー・ハヴィシャム | 計19話出演                 | （吹替版なし） |
| 2017      | ゲーム・オブ・スローンズ Game of Thrones            | コナー                 | 第7シーズン第4話「戦利品」 | 烏丸祐一       |
| 2017      | Howards End                                         | Leonard Bast           | ミニシリーズ               | N/A            |
| 2017      | Timewasters                                         | Ralph                  | 計2話出演                  | N/A            |
| 2018      | レ・ミゼラブル Les Misérables                       | アンジョルラス         | ミニシリーズ 計3話出演     | 佐川和正       |
| 2019      | Catherine the Great                                 | Tsarevich Pavel        | Miniseries                 | N/A            |
| 2020      | 私立探偵ストライク Strike                           | ビリー・ナイト         | 計4話出演                  |                |
| 2020      | スモール・アックス Small Axe                        | PC Dixon               | 第1話「マングローブ」      | （吹替版なし） |
| 2022      | ストレンジャー・シングス 未知の世界 Stranger Things | エディ・マンソン       | 第4シーズン 計9話出演      | 清水優譲       |

### 舞台
| 年   | 題名       | 役名   | 演出家              | 上演館                         | 備考          |
| ---- | ---------- | ------ | ------------------- | ------------------------------ | ------------- |
| 2016 | Deathwatch | Morris | Geraldine Alexander | Coronet Theatre, London        |               |
| 2017 | Wish List  | Dean   | Matthew Xia         | Royal Court Theatre            | [ 21 ]        |
| 2017 | Mosquitoes | Luke   | Rufus Norris        | ロイヤル・ナショナル・シアター | [ 22 ] [ 23 ] |